# Alexander Dietrich von Puttkamer
Alexander Dietrich von Puttkamer (* 6. März 1712 in Stolp; † 14. Mai 1771 ebenda) war ein preußischer Jurist und langjähriger Landrat des Kreises Stolp. 
Er war ein Angehöriger des pommerschen Adelsgeschlechts Puttkamer. Sein Vater Georg-Dietrich von Puttkamer war königlich-polnischer General; seine Mutter Anna Catharine war eine Adoptivtochter des kaiserlich-russischen Generals Patrick Gordon. Alexander Dietrich von Puttkamer besuchte das Pädagogium Halle und studierte anschließend Rechtswissenschaften. 1734 wurde er Hofgerichtsrat am Hofgericht Köslin. 
Ab 1740 war er Landrat des Kreises Stolp. Er erwarb 1742 das im Kreis gelegene Rittergut Wendisch Plassow, wo er seinen Wohnsitz nahm. Er starb im Jahre 1771; als Landrat folgte ihm Friedrich Bogislaw von Puttkamer. 
Alexander Dietrich von Puttkamer war in erster Ehe mit Barbara Sophie von Below, einer Tochter des Landrates Heinrich Friedrich von Below, verheiratet. Nach ihrem Tode heiratete er Ernestine von Jatzkow.